# Filip IV., kralj Francuske
Filip IV. Lijepi (Fontainebleau, 1268. – Fontainebleau, 29. studenog 1314.) bio je kralj Francuske i Navare od 1285. do 1314. godine te je bio član dinastije Capet. Oslanjao se na gradove protiv moćnih velikaša. Protjerao je Židove iz Francuske i započeo progon templara te je zaplijenio njihovu imovinu.

## Životopis
Poslije očeve smrti, kralja Filipa III., 5. listopada 1285., Filip IV. je stupio na čelo personalne unije Francuske i Navare, sklopljene tijekom posljednje godine očeva života.
Kao drugorođeni sin tijekom prvih osam godina života dobiva pojačani vjerski odgoj. Smrt starijeg brata 1276. godine tu situaciju okreće u korist državničkog odgoja. Filip IV. bio je uz oca tijekom vojnog pohoda na Aragonsko kraljevstvo, iako je taj rat smatrao velikom pogreškom.
Očeva smrt tijekom toga pohoda rezultira početkom mirovnih pregovora na Filipovu inicijativu, kojemu to postaje prvi državnički posao. Mir je zaključen nekoliko godina kasnije, iako su sve vojne operacije prestale još 1285. godine. Po sklapanju mira Filip pokreće državne reforme. Prvi potez u tom smjeru postaje slanje komisija, koje ispituju korupciju državnih predstavnika u francuskim pokrajinama. Te mjere u smjeru jačanja državnog nadzora potiču nezadovoljstvo plemstva i svećenstva, čije povlastice takvim potezima postaju ugrožene.
Tijekom 1294. godine dolazi do početka dugogodišnjeg rata protiv Engleske. S jedne strane, centralizacija Francuske predstavljala je prijetnju engleskom kralju na čije posjede unutar Francuske su se oni odnosili. S druge strane, tadašnja engleska aneksija Škotske bila je Filipu IV. neprihvatljiva. Rat završava mirom 1303. godine. Kao potvrda mirovnog sporazuma dogovoreno je vjenčanje Filipove kćerke Izabele za prestolonasljednika Engleske. Ovaj rat je tada bio završio, ali Flandrija ga je iskoristila za pokušaj ostvarivanja svoje nezavisnosti, no vojno je poražena 1305. godine.
Ti su ratovi bili teret na državni proračun tako da već 1296. dolazi do povećanja poreznih prihoda. Prva se na udaru našla Crkva čiji se papa Bonifacije VIII. ne samo povinuje Filipovoj želji za naplatu poreza na račun Crkve, nego sljedeće godine Luja IX. (djeda ovog kralja) proglašava svetim. Drugom poreznom reformom donesena je odluka o obveznoj vojnoj službi za sve, osim za one koji plate i tako budu oslobođeni. Ova reforma ostala je na snazi do Francuske revolucije.
Filip 1306. protjeruje Židove i templare te im zapljenjuje imovinu.
U zadnjih dvjestotinjak dana života, otkriva da su žene svih trojice njegovih sinova sklopile zavjeru kako bi mogle imati ljubavnike i da je njegova jedina unuka upitna podrijetla. Filip nije moga tražiti poništenje braka zbog papine smrti. Ubrzo dobiva dva srčana udara u kratkom razdoblju te umire nakon drugog srčanog udara.

## Brak
Ovo su djeca Filipa IV. i Ivane I. Navarske:
- Margareta (umrla u Parizu)
- Luj X. — naslijedio oca
- Blanka (1290., Pariz — nakon 13. travnja 1294.)
- Filip V.
- Karlo IV.
- Izabela, supruga engleskog kralja Eduarda II.
- Robert — „umro u cvijetu mladosti”